# Kastnerův vlak

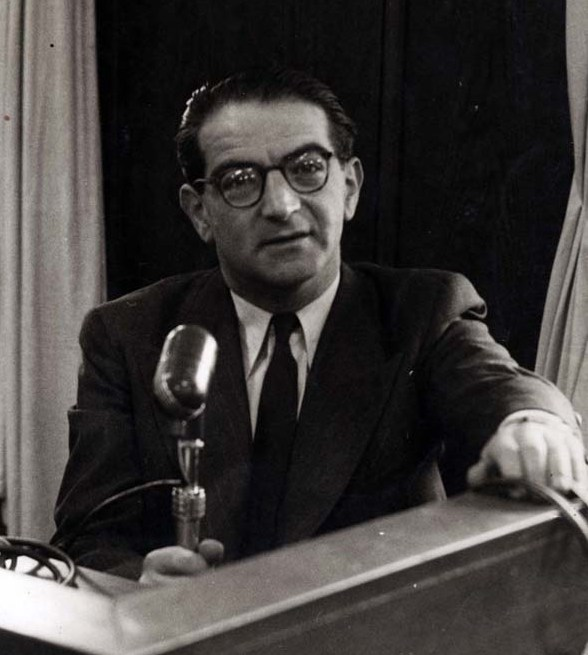
Kastnerův vlak byl pojmenován po Rudolfu Kastnerovi. Zde v izraelském rozhlase Kol Jisra'el počátkem 50. let.

Jako Kastnerův vlak se označuje vlaková souprava sestávající ze 35 nákladních vozů, která 30. června 1944 opustila Budapešť s téměř 1700 Židy a bezpečně je odvezla do Švýcarska. Vlak byl pojmenován po dr. Rudolfu Kastnerovi, maďarsko-židovském právníkovi a novináři, který v zastoupení Pomocného a záchranného výboru vyjednával s Adolfem Eichmannem o propuštění alespoň části maďarských Židů výměnou za zlato, diamanty a peníze.
Samotným Kastnerem byl vlak přirovnáván k Noemově arše. Byl organizován mezi květnem a červencem 1944, tedy v době, kdy probíhaly deportace 437 tisíc maďarských Židů do vyhlazovacího tábora Auschwitz-Birkenau, kde tři čtvrtiny z nich zahynuly v plynových komorách. Lidé do vlaku zařazení pocházeli z širokého spektra společenských tříd a bylo mezi nimi zhruba 273 dětí, z nichž řada byli sirotci. Ze sto padesáti bohatších pasažérů každý zaplatil tisíc dolarů, díky čemuž měli ostatní místo zdarma. Po několika týdnech cesty, včetně neočekávaného zastavení v německém koncentračním táboře Bergen-Belsen, dorazilo do Švýcarska ve dvou skupinách 1670 Židů. První skupina dorazila v srpnu, druhá pak v prosinci 1944.
Po válce Kastner v roce 1947 přesídlil do britské mandátní Palestiny a po vzniku Izraele se stal mluvčím na ministerstvu obchodu a průmyslu. Jeho minulost, zejména pak jednání s Eichmannem, však působila kontroverze. Kritizován byl především za to, že věděl o masovém vyvražďování ve vyhlazovacím táboře Auschwitz-Birkenau, neboť obdržel kopii Vrbovy a Wentzlerovy zprávy, která byla svědectvím dvou vězňů, kterým se podařilo z tábora uprchnout. Neudělal však nic, čím by varoval širší židovskou komunitu a namísto toho se zaměřil na jednání, jehož výsledkem byla záchrana malého počtu Židů. Jeho kritiky navíc v domnění, že byla celá záchranná operace podniknuta z prospěchářských důvodů, utvrdila informace, že do vlaku zařadil svou rodinu a 388 lidí z ghetta ve svém rodném městě Kolozsvár. Na Kastnerovu obranu vystoupil izraelský historik Jehuda Bauer, který názory kritiků vyvracel tvrzením, že maďarští Židé již věděli o vyvražďování Židů v Polsku, a že tak Kastner nemohl podniknout nic dalšího, aby ostatní varoval. Rovněž podotkl, že těžko lze očekávat, že by Kastner na seznam pasažérů nezařadil svoji rodinu.
Obvinění vyvrcholila v soudním sporu známém jako Kastnerův proces, v němž byl amatérský novinář Malki'el Gruenwald obviněn z urážky na cti za to, že Kastnera obvinil mimo jiné z kolaborace s nacisty. Proces trval od ledna 1954 do června 1955 a Gruenwaldovu právnímu zástupci Šmu'elu Tamirovi se jej podařilo obrátit proti Kastnerovi (proto Kastnerův proces) a vedení vládnoucí strany Mapaj, která údajně selhala při záchraně evropských Židů. Předsedající soudce Binjamin Halevy nakonec ve svém rozhodnutí uvedl, že Kastner „zaprodal duši ďáblu“ nejenom jednáním s Eichmannem, ale i výběrem Židů, kteří měli být zachráněni, aniž by jakkoli varoval ostatní. Po vynesení rozsudku bylo Kastnerovi opakovaně vyhrožováno smrtí a nakonec na něj byl 3. března 1957 v Tel Avivu spáchán atentát, při němž byl postřelen. Zemřel o dvanáct dní později na následky zranění. V lednu 1958, devět měsíců po Kastnerově smrti, izraelský Nejvyšší soud zrušil rozhodnutí soudu nižší instance, a očistil tak jeho jméno.